# Шалампе
Шалампе (фр. Chalampé) насеље је и општина у источној Француској у региону Алзас, у департману Горња Рајна која припада префектури Милуз.
По подацима из 2011. године у општини је живело 967 становника, а густина насељености је износила 202,73 становника/km². Општина се простире на површини од 4,77 km². Налази се на средњој надморској висини од 215 метара (максималној 217 m, а минималној 211 m).

## Демографија
| 1962. | 1968. | 1975. | 1982. | 1990. | 1999. | 2011. |
| ----- | ----- | ----- | ----- | ----- | ----- | ----- |
| 414   | 614   | 891   | 1.034 | 1.011 | 966   | 967   |

График промене броја становника у току последњих година